# Fijn bekermos
Fijn bekermos (Cladonia chlorophaea) is een korstmossoort uit de familie Cladoniaceae.

## Determinatie
Fijn bekermos heeft grijsgroene vaak gedeeltelijk bruin aangelopen grondschubben (primair thallus). De grondschubben zijn klein (1–2 mm diameter), plat, ondiep ingesneden, rechtopstaand tot platliggend en vormt zoden met en wittige onderkant. De grondschubben zijn nooit voorzien van sorediën. De podetiën zijn bekervormig en meestal aanwezig, grijsgroen van kleur maar vaak ook deels bruin aangelopen. De bekers zijn smaller dan de halve hoogte. De bekerrand kan spruiten. De binnenkant en buitenkant van de beker is bekleed met groene vaak beschorsde sorediën. De rand van de beker heeft veelvuldig bruine tot zwarte pycnidiën. Apotheciën zijn zeldzaam aanwezig. Indien aanwezig zijn deze bruin gekleurd en vrij vaak op de randen van de bekers. Ze groeien enkelvoudig of meermaals, hebben een diameter van 0,5–5 mm, zijn zittend of op korte stelen. In één sporenzak zitten acht kleurloze eencellige sporen met afmetingen 12–7 × 3–4 µm.
Het heeft de volgende kleurreacties: C-, K- of K+ (groezelig geelbruin), KC-, P+ (rood), UV-.

## Ecologie
Fijn bekermos komt voor op dode bomen, boomstronken boomvoeten, boomtakken, op de grond, op steen en op hout.

## Verspreiding
Fijn bekermos kent een kosmopolitische verspreiding; het komt op alle continenten voor, inclusief Antarctica en Groenland. Het groeit in naald- en gemengde bossen, maar ook in open gebieden, meestal op hout - op stronken en aan de voet van boomstammen, maar ook op bryophyten en op zand- of humusbodems. In Nederland komt het vrij algemeen voor, vooral in de bosrijke gebieden op de hogere zandgronden en in de duingebieden. In andere gebieden is het zeldzaam.